# Philippe Thébaud
Pour les articles homonymes, voir Thébaud.
Philippe Thébaud est un paysagiste et urbaniste français né le 11 septembre 1946 à Nantes et mort le 3 novembre 2021 à Paris.

## Biographie
Philippe Thébaud est sorti major de la promotion de 1968 de l’École supérieure d'architecture des jardins et des paysages (ESAJ) de Paris.
Issu de la filière d’architecture du paysage, Philippe Thébaud a commencé sa carrière au sein du ministère de l'Équipement aux politiques de la prise en compte du paysage dans le projet urbain avant d'entreprendre divers séjours Outre-Mer avec l’Atelier d’Urbanisme Antilles Guyane. Il crée son agence libérale (1972) puis une structure originale TUP (1986) avec laquelle il réalise de très nombreux projets en France, mais aussi un peu partout dans le monde. Son éthique le pousse pour tout projet à observer, écouter, comprendre et traduire pour que le concept s’inscrive dans une logique en harmonie avec les éléments dans lequel il vient s’inscrire. Son expérience s’exerce aussi bien en France métropolitaine, dans les départements et territoires d’Outre Mer qu’à l’étranger : Chine, Liban, Émirats arabes unis, Europe de l’Est, Pays du Maghreb… avec une connaissance poussé de ces territoires après plus de 40 ans passé à arpenter ces territoires.
Désireux que le métier de paysagiste ne soit pas enfermé par une logique d’échelle, il porte sa réflexion sur des projets de toute taille allant de patio jardins comme ceux de l’Unesco à de grand territoire comme celui du quartier d’affaires de la Défense dont il est lauréat du concours d’urbanité en 2008 avec son associé Gilles Rousseau.
En parallèle de son activité, Philippe Thébaud est engagé dans l'interprofession en tant que membre fondateur et premier président de la Confédération des métiers du paysage (COMEP - association professionnelle regroupant les architectes paysagistes, les entrepreneurs et les producteurs de la filière « paysage ») ; il est membre de la Commission du Conseil national de l'information géographique (CNIG).
Il fait également partie du Corps des Paysagistes Conseils du ministère de l'Équipement et est responsable de la région Rhône-Alpes.
Philippe Thébaud est le principal fondateur du Conservatoire des jardins et paysages, Association de professionnels dont l'objectif est la promotion, la connaissance, la renaissance de l'art des jardins. Le Conservatoire organise colloques et réunions, édite des ouvrages, diffuse des informations et intervient directement auprès des responsables des sites quand cela est nécessaire.
Son fils Benjamin Thébaud prend la direction de l'agence en 2008 qui deviendra Land'Act en 2015

## Principales réalisations paysagères
- Century Avenue[4], à Shanghai,
- Nanjing road à Shanghai,
- Central Plaza à Shanghai,
- Rives du Yongjiang à Nanning,
- Parc du quartier de Rui jing à Tianjin,
- Front de mer du Kaohsiung harbour à Taiwan,
- Grand Prix District à Moscou,
- Quartier Nordelta à Buenos Aires,
- Quartier Wadi Abu Jamil - District Central à Beyrouth,
- Al Reem Island à Abou Dabi,
- Rénovation du Centre Ville d’Orléans,
- Mise en scène paysagère du CNIT du quartier d’affaires de La Défense,
- Mise en scène paysagère de la tour Mozart à Issy-les-Moulineaux,
- Carré de soie à Lyon,
- Jardins exotiques du fort Napoléon en Guadeloupe,
- Hôtel Le Méridien de Bora Bora,
- Hôtel Le Méridien de Nouméa (création des jardins, mise en lumière lors de la rénovation en 2015)
- Hôtel Le Méridien de l’île des Pins en Nouvelle-Calédonie,
- Parc de la rivière bleu en Nouvelle-Calédonie,
- Hippodrome de Rose Hill à Sydney,
- Iran Sarai Complex à Téhéran,
- Jardins de l’Alhambra à Ghantoot,
- Studios de Babelsberg à Potsdam,
- Jardin du Palmier à Porquerolles,
- Aménagement balnéaire de Taghazout[5],
- Coordination paysagère du Cœur d'Orly (Aéroport Paris-Orly)[6],

## Enseignement
- Professeur à l'École des ingénieurs de la ville de Paris (École Supérieure du Génie Urbain - EIVP)
- Professeur invité à l'École d'ingénieurs du Centre de Lullier (EIL) en Suisse
- Formation sur l'aménagement durable et les écoquartier dans le cadre du cycle de formation continue l'EIVP[7],[8]

## Ouvrages
- Guide de Charme des Parcs et Jardins en France (12e édition - Éditions Rivages - 2012),
- Dictionnaire des Jardins et Paysages (2e édition – Éditions Jean-Michel PLACE - 2007),
- Le Paysage en 4 dimensions, pour une nouvelle approche de la concertation (Éditions de Kerlan - 2003),
- Paysage partagé (Éditions de Kerlan - 2012).